# Ошейкинская волость
Ошейкинская волость — волость в составе Волоколамского уезда Московской губернии. Существовала до 1929 года. Центром волости было село Ошейкино.
Под данным 1890 года в селе Ошейкино размещались волостное правление и земское училище. Также земские училища были в селе Егорьевском и деревнях Анрейкова, Бренева, Максимова, Матвейкова. В деревне Узорово размещалась квартира полицейского урядника.
В 1919 году 2 селения Ошейкинской волости отошли к новой Лотошинской волости.
По данным 1921 года в Ошейкинской волости было 27 сельсоветов: Андрейковский, Бородинский, Бреневский, Власовский, Глазковский, Дорский, Кельевский, Клусовский, Котляковский, Кузяевский, Кушеловский, Максимовский, Мармыльский, Матвейковский, Матюшкинский, Мининский, Ошейкинский, Плаксинский, Покровский, Рахновский, Сологинский, Степаньковский, Телешовский, Узоровский, Чекчинский, Шестаковский, Шубинский.
В 1924 году Андрейковский с/с был присоединён к Шестаковскому, Максимовский — к Клусовскому, Мармыльский — к Котляковскому, Мининский — к Кельевскому, Узоровский — к Сологинскому. Образован Теребетовский с/с.
В 1926 году Теребетовский с/с был переименован в Звановский. Образован Узоровский с/с.
В 1927 году образован Максимовский с/с.
В ходе реформы административно-территориального деления СССР в 1929 году Ошейкинская волость была упразднена, а её территория вошла в состав Лотошинского района.